# Manila (Utah)
Manila je správní město okresu Daggett County ve státě Utah. K roku 2000 zde žilo 308 obyvatel. S celkovou rozlohou 2,1 km² byla hustota zalidnění 146,5 obyvatel na km².